# Oiseau blanc
Zosterops borbonicus
Cet article concerne l'animal. Pour l'avion à bord duquel disparurent Charles Nungesser et François Coli, voir L'Oiseau blanc. Pour la bande dessinée de la série Bob et Bobette, voir L'Oiseau blanc (Bob et Bobette).
Espèce
Statut de conservation UICN

 LC  : Préoccupation mineure
L'oiseau blanc (Zosterops borbonicus), oiseau-lunettes gris, lilit, tililit , zoizo blanc, cul blanc ou  bec fin, est une espèce de petits passereaux de la famille des Zosteropidae. Il est endémique de l'île de La Réunion.

## Description
L’oiseau blanc est un oiseau de petite taille (environ 7 grammes). La couleur de son plumage est variable, du gris au brun selon les morphes. C'est le seul oiseau à lunettes (avec son espèce sœur Zosterops mauritianus) à avoir perdu le cercle oculaire blanc caractéristique de la famille des Zosteropidae. Il possède également un croupion blanc caractéristique. Il est très mobile, bruyant et se déplace toujours en groupe (de 6 à 20 individus). C'est un oiseau très social, chez qui les agressions sont rares, même à proximité des nids. Il est fréquent de voir ces oiseaux s’épouiller mutuellement et il peut arriver que le nourrissage des poussins se fasse de manière coopérative. Il se reproduit pendant l’été austral ; la femelle pond 2 à 4 œufs dans un nid en forme de coupe. Son régime alimentaire est constitué essentiellement d’insectes et de fruits, mais également de certaines fleurs. L'oiseau blanc est d'ailleurs le seul pollinisateur connu d'une orchidée endémique : Angraecum striatum (Orchidaceae).

## Habitat

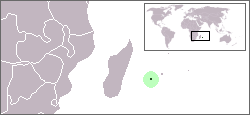
habitat de l’oiseau blanc

L’oiseau blanc est très présent sur l’ensemble de l’île, du niveau de la mer jusqu’à plus de 2000 mètres d’altitude. Malgré la petite taille de l'île, l'effectif de l'espèce a été estimé à 465 000 individus en 1983 ; en 2017 leur nombre dépassait les 500 000. 
Il est commun dans la plupart des habitats, de la forêt aux jardins en passant par les landes. Il présente cependant une préférence pour les milieux ouverts et se fait plus rare dans les forêts primaires, excepté à proximité des cours d’eau ou des clairières.

## Polymorphisme de couleur du plumage
L'oiseau blanc est remarquable par la couleur de son plumage, qui varie selon les endroits de l'île. Quatre morphes de couleur ont été décrits. Au nord et à l'est de l'île, ces oiseaux ont le dos brun et la tête entièrement grise, au sud le dos et la nuque sont bruns et seule la couronne est grise, à l'ouest et au centre de l'île ils ont le dos et la tête entièrement bruns, et dans les hauts du centre de l'île on retrouve des oiseaux entièrement gris.
|  |  |

## Statut taxonomique
Les variations de couleur de l'oiseau blanc ont conduit la communauté scientifique à changer souvent son statut taxonomique. L’espèce a été appelée Zosterops borbonica jusqu’en 1877, où Hartlaub a restreint le terme Zosterops borbonica au morphe brun à tête grise du nord et de l’ouest de l’île. Il a décrit une seconde espèce, Zosterops edwardnewtoni, dont les mâles étaient entièrement gris et les femelles présentaient du brun sur la poitrine et le ventre. En 1884, Gadow rassembla de nouveau tous les morphes dans une seule et même espèce en considérant que les formes grises étaient les mâles, les formes brunes les femelles, et les formes brunes à tête grise les jeunes. En 1966, Storer et Gill décrivent la distribution géographique des différents morphes de couleur et quatre sous-espèces :
- Zosterops borbonica borbonica, la forme brune à tête grise ;
- Zosterops borbonica xerophila, la forme brune de l’ouest de l’île ;
- Zosterops borbonica alopekion, une forme entièrement brune avec le ventre gris foncé ou brun, habitant les forêts du centre de l’île ;
- Zosterops borbonica edwardnewtoni, une forme entièrement grise des landes d’altitude.

En 1967, Moreau a cependant maintenu le couple de sous-espèces Zosterops borbonica borbonica à l’île de la Réunion et Zosterops borbonica mauritianus à l’île Maurice. Les populations des deux îles sont désormais considérées parfois comme des sous-espèces, parfois comme des  espèces, sous les noms de Zosterops borbonicus et Zosterops mauritianus.
En 2010, une étude phylogénique a montré qu'il existait de fortes différences génétiques entre Zosterops borbonicus et Zosterops mauritianus, justifiant l'élévation de cette dernière au rang d'espèce.

### Sous-espèces
D'après le Congrès ornithologique international, cette espèce est constituée des trois sous-espèces suivantes :
- Zosterops borbonicus alopekion  Storer & Gill, FB, 1966 ; présente dans les forêts d'altitude du centre de l'île ;
- Zosterops borbonicus borbonicus  (Forster, JR, 1781) ; présente sur les versants nord et est de l'île ;
- Zosterops borbonicus xerophilus  Storer & Gill, FB, 1966 ; présente sur la côte ouest de l'île ;

L'ancienne sous-espèce Zosterops borbonicus edwardnewtoni n'est plus reconnue par aucune autorité taxinomique.

## Bande dessinée
Le dessinateur Willy Vandersteen s’est inspiré de la vie de cette espèce pour créer l’histoire de Bob et Bobette intitulée L’oiseau blanc (1948).

## Informations complémentaires
- Liste des espèces d'oiseaux de la Réunion.